# Eleição municipal de Itapevi em 2016
A eleição municipal da cidade brasileira de Itapevi em 2016 ocorreu em 2 de outubro e elegeu um prefeito, um vice-prefeito e 17 vereadores para a administração da cidade. O prefeito Jaci Tadeu, do Partido Verde (PV), que ficou no poder de 2013 a 2016, foi substituído por Igor Soares.
Soares foi eleito com 68.942 votos, o que correspondeu a 66,39% dos votos validos na disputa contra 32,18% de Dra. Ruth. Além de Igor e Ruth, também disputou ao cargo o Professor Alex da Mata, representante do PSOL, que ficou em terceiro lugar.

## Antecedentes
Na eleição municipal de Itapevi em 2012, Jaci Tadeu, do PV, derrotou o candidato do PSD, Teco, no primeiro turno. Jaci Tadeu foi eleito com 43,06% dos votos válidos.

## Eleitorado
O eleitorado de Itapevi, em 2016, contava com 145.972 pessoas aptas a votar, equivalente a aproximadamente 65,33% da população da cidade. O cenário era formado por 69.078 eleitores homens (47,32%) e 76.785 mulheres (52,60%). A participação de jovens entre 21 a 24 anos correspondia a 7.615 de votos (49,35%) dos eleitores, enquanto 36.139 dos eleitores (24,76%) eram homens e mulheres com idade entre 25 a 34 anos. Outros 8,11% dos eleitores possuíam idade entre 60 a 69 anos, enquanto eleitores de 70 a 79 anos representavam 3,20% do total.

## Candidatos
Eram quatro candidatos à prefeitura em 2016: Dra. Ruth do PTB, Igor Soares do PTN, Professor Alex da Mata do PSOL e Dr. Carlos Fernando da REDE.
Na prévia da eleição municipal de 2016, pesquisas do IBOPE já mostravam que Igor Soares liderava as intenções de voto com 54%, enquanto Dra. Ruth do PTB tinha 30%.
| Candidato(a)           | Vice                | Partido | Coligação                                                                               |
| ---------------------- | ------------------- | ------- | --------------------------------------------------------------------------------------- |
| Dra. Ruth              | Alexandre Rodrigues | PTB     | "Avante Itapevi" (PTB/PSB/PSDC/PRP/PRB/PTC/PSC/PV/PC do B/DEM/PMN/REDE/SD)              |
| Igor Soares            | Teco                | PTN     | "Coragem Para Mudar" (PSDB/PEN/PMDB/PP/PSD/PPL/PHS/PTN/PT do B/PSL/PR/PDT/PROS/PMB/PPS) |
| Professor Alex da Mata | Ana Laura           | PSOL    | "PSOL"                                                                                  |
| Dr. Carlos Fernando    | Alex da Mata Silva  | REDE    | "REDE"                                                                                  |

## Pesquisas
Depois de uma pesquisa de intenção de votos para à prefeitura o PTN, partido do candidato Igor Soares, pediu liminar na justiça sobre o resultado da pesquisa. Segundo o advogado do partido existem problemas na metodologia adotada, com a exclusão de bairros importantes, ausência de utilização de dados oficiais do IBGE e irregularidades no plano amostral, bem como possui indícios de fraude. Entre as irregularidades na pesquisa estava a falta de informações obrigatórias de acordo com a legislação eleitoral, como o valor dos serviços contratados e cópia da nota fiscal correspondente ao serviço prestado pelo instituto. O PTN conseguiu impedir a divulgação da pesquisa e a Polícia Militar apreendeu cerca de 5 mil exemplares do jornal na cidade.

## Resultados

### Prefeito[7]
| Candidato(a)               | Vice                      | 1º turno 2 de outubro de 2016 | 1º turno 2 de outubro de 2016 |
| Candidato(a)               | Vice                      | Total                         | Percentagem                   |
| -------------------------- | ------------------------- | ----------------------------- | ----------------------------- |
| Dr. Carlos Fernando (REDE) | Katia Chaves (REDE)       | 0                             | 0,00%                         |
| Dra. Ruth (PTB)            | Alexandre Rodrigues (PSB) | 33,415                        | 32,18%                        |
| Igor Soares (PTN)          | Teco (PSD)                | 68,942                        | 66,39%                        |
| Prof. Alex da Mata (PSOL)  | Ana Laura (PSOL)          | 1,493                         | 1,44%                         |
| Total de votos válidos     | Total de votos válidos    | 103,850                       | 86,68%                        |
| → Votos em branco          | → Votos em branco         | 6,145                         | 5,13%                         |
| → Votos nulos              | → Votos nulos             | 9,820                         | 8,20%                         |
| Total                      | Total                     | 119,815                       | 82,09%                        |
| Abstenções                 | Abstenções                | 26,146                        | 17,91%                        |
| Total de inscritos         | Total de inscritos        | 145,972                       | 100%                          |

| Partido | Partido | Candidato | Votos   | Votos (%) |
| ------- | ------- | --------- | ------- | --------- |
|         | PTN     | Igor      | 68 942  | 66,39%    |
|         | PTB     | Ruth      | 33 415  | 32,18%    |
|         | PSOL    | Alex      | 1 493   | 1,44%     |
|         | REDE    | Carlos    | 0       | 0%        |
| Totais  | Totais  | Totais    | 103 850 |           |

## Vereadores Eleitos
| Nome               | Partido | Número | Votos | Porcentagem |
| ------------------ | ------- | ------ | ----- | ----------- |
| Akdenis            | PSD     | 55677  | 2640  | 2.53%       |
| Profª Camila Godoi | PSB     | 40123  | 2273  | 2.18%       |
| Bruxão do Taxi     | PR      | 22333  | 2259  | 2.16%       |
| Prof. Paulinho     | PV      | 43123  | 2191  | 2.10%       |
| Chambinho          | PR      | 22123  | 2055  | 1.97%       |
| Professor Rafael   | PTN     | 19111  | 1932  | 1.85%       |
| Zeca da Piscina    | PSDC    | 27333  | 1849  | 1.77%       |
| Casão              | PTB     | 14789  | 1745  | 1.67%       |
| Thiaguinho         | PSL     | 17233  | 1731  | 1.66%       |
| Yacer              | PSB     | 40789  | 1673  | 1.60%       |
| Renatinho          | PSDC    | 27027  | 1671  | 1.60%       |
| Tininha            | PSD     | 55055  | 1514  | 1.45%       |
| Denis              | PRB     | 10789  | 1502  | 1.44%       |
| Eduardo Kiko       | PTN     | 19009  | 1312  | 1.26%       |
| Aparecido          | PTN     | 19099  | 1119  | 1.07%       |
| Gordo Cardoso      | PSDB    | 45123  | 1095  | 1.05%       |
| Mariza             | PSL     | 17011  | 1006  | 0.96%       |